# Teithi
Teithi ist eine Sagengestalt aus der walisischen Mythologie, sowie ein Begriff aus dem altwalisischen Recht.

## Mythologie
Teithi wird in der Sage Kulhwch ac Olwen als Gefolgsmann von König Artus erwähnt. Kulhwch fordert Teithi zusammen mit 220 anderen Rittern auf, ihm bei der Suche nach Olwen, der Tochter des Riesen Ysbaddaden zu helfen.
[…] Teithi den Alten, den Sohn von Gwynnan, dessen Land das Meer überflutet hatte, so dass er sich mit genauer Not rettete und an den Hof Arthurs kam. Seit er hierher gekommen, hatte sein Messer die Eigenheit, dass kein Griff je daran halten wollte. Und darüber ward er krank und schwach, solange er am Leben war, und dann starb er.
Als Teithis Heimat wird in der Cronica de Wallia aus dem 13. Jahrhundert ein Land namens Hen Kaerrihog genannt, das  zwischen St Davids an der Nordküste der St. Brides Bay im Westen der walisischen Grafschaft Pembrokeshire und Irland gelegen sein soll. Als das Land vom Meer verschlungen wurde, konnte sich Teithi als Einziger retten, starb aber bald darauf aus Angst wegen des ausgestandenen Schreckens. Die Legende mit dem seltsamen Messer wird nur in Kulhwch ac Olwen erwähnt.

## Walisisches Recht
Teithi war ein Begriff der Rechtsprechung in Wales und bedeutete die Sicherheitsleistung des Verkäufers einer Sache, eines Tieres aber auch eines Menschen (Sklaven) für das Vorhandensein der regelmäßigen Eigenschaften. Bei einer Katze war es das Vorhandensein von Ohren, Augen, Krallen, das erfolgreiche Mausen und das Nichtfressen des eigenen Nachwuchses, beim Schaf das Milch geben und Kälber gebären. Bei Verstoß gegen das teithi war dem Käufer bei unreinen Tieren (deren Milch nicht für den Verzehr geeignet war) ein Drittel, bei reinen Tieren die Hälfte des Kaufpreises rückzuerstatten.